# Filipiny (album)
Filipiny – album zawierający muzykę etniczną w stylu gamelan, powstającą w rejonie wysp Indonezji 
(Jawa, Bali) i Filipin. 
Nagrania są częścią UNESCO Collection of Traditional Music of the World, a sama płyta wydana została we współpracy z Międzynarodowym Funduszem Popierania Kultury UNESCO i Muzeum Azji i Pacyfiku w Warszawie. Album jest częścią cyklu płyt Poljazzu z muzyką etniczną (Indie, Bali, Filipiny – Ilocos Norte, Gamelan Sundajski i Gamelan Jawajski). Nagrania zarejestrowano w lipcu 1981 w Prowincji Górskiej na wyspie Luzon, będącą największą wyspą Filipin. Nagrania A1 do B4 zarejestrowano 6 lipca w Baguio, nagrania B5 do B7 – 7 i 8 lipca w Sadanga.
Monofoniczny, winylowy LP wydany został w 1982 przez wytwórnię Poljazz (PSJ 108), płytę wytłoczono w wytwórni Pronit.

## Lista utworów
Strona A
| 1. | "Gangsa Pattong" (muzycy: Adchawil Oy-Yeng, Alberto Pas-Pas, Franikan Yog-A, Frank Afidchao, Fred Roquino, Manuel Teel-An, Ofu-ob; Leader: Bong Cawed)                                                            | 4:20  |
|    | |       |
| 2. | "Gangsa Aninit" (muzycy: Adchawil Oy-Yeng, Alberto Pas-Pas, Franikan Yog-A, Frank Afidchao, Fred Roquino, Manuel Teel-An, Ofu-ob; Leader: Bong Cawed)                                                             | 5:02  |
|    | |       |
| 3. | "Gangsa Finalokpok" (muzycy: Adchawil Oy-Yeng, Alberto Pas-Pas, Franikan Yog-A, Frank Afidchao, Fred Roquino, Manuel Teel-An, Ofu-ob; Leader: Bong Cawed)                                                         | 3:23  |
|    | |       |
| 4. | "Ayoweng" (muzycy: Adchawil Oy-Yeng, Alberto Pas-Pas, Bong Cawed, Frank Afidchao, Fred Roquino, Manuel Teel-An, Ofu-ob; Leader: Franikan Yog-A)                                                                   | 2:40  |
|    | |       |
| 5. | "Kalaleng" (muzycy: Franikan Yog-A, Ofu-ob (flet nosowy – kalaleng) | 3:14  |
|    | |       |
| 6. | "Nan Layad Nan Sikafan" (muzycy: Adchawil Oy-Yeng, Alberto Pas-Pas, Annie Dinaktu-An, Carlos Way-Tan, Franikan Yog-A, Frank Afidchao, Fred Roquino, Manuel Teel-An, Ofu-ob, Virginia Pacheco; Leader: Bong Cawed) | 3:28  |
|    | |       |
|    | | 22:07 |
|    | |       |
Strona B
| 1. | "Charngek" (muzycy: Ankew Palinos, Charles Floss, Manuel Manfo, Roy C. Ay-Yango, William Pil-Si)                                                                                            | 2:12  |
|    | |       |
| 2. | "Surwe-Ey" (muzycy: Alberto Pakeo, Ankew Palinos, Charles Floss, Gaspal Monoten, Joseph Solon, Makayfa, Manuel Manfo, Patrick Ngis-Eban, Roy C. Ay-Yango, Victor Tafaangil, William Pil-Si) | 4:04  |
|    | |       |
| 3. | "Dagor" (muzycy: Ankew Palinos, Charles Floss, Manuel Manfo, Pablo Sagmayao, Roy C. Ay-Yango, William Pil-Si)                                                                               | 2:14  |
|    | |       |
| 4. | "Kalaleng" (muzycy: Roy C. Ay-Yango (flet nosowy – kalaleng) | 2:17  |
|    | |       |
| 5. | "Ug-Ugod" (muzycy: Sigay, Sumey) | 4:28  |
|    | |       |
| 6. | "Ug-Ugod" (muzycy: Sigay, Sumey) | 5:12  |
|    | |       |
| 7. | "Mansget Nga Kadaama" (muzycy: Catalina Arwit) | 2:05  |
|    | |       |
|    | | 22:32 |
|    | |       |

## Informacje uzupełniające
- Redakcja płyty – José Maceda
- Nagrania – Eugeniusz Ostapkowicz, Marek Cabanowski, Zbigniew Sierszuła
- Layout – Ryszard Gruszczyński
- Projekt graficzny – Piotr Kłosek
- Omówienie (opis) na okładce – Marialita T. Yraola
- Zdjęcie (okładka) – Marek Cabanowski